# Diego Velázquez
Diego Rodríguez de Silva y Velázquez, znan kot Diego Velázquez, španski baročni slikar, * 6. junij 1599, Sevilja, Španija, † 6. avgust 1660, Madrid.
Svoja prva leta je preživel v Sevilji, kjer je pod vplivom Caravaggia in njegovih naslednikov razvil slog tenebrističnega naturalizma. Pri štiriindvajsetih letih se je preselil v Madrid, kjer je bil imenovan za slikarja kralja Filipa IV., štiri leta za tem pa je bil povišan v dvornega slikarja. S tem delom se je ukvarjal do konca življenja. Njegovo delo je bilo sestavljeno tako iz slikanja portretov kralja in kraljeve družine, kot iz drugih slik, ki so krasile zidove kraljevih rezidenc. Njegovo delo na dvoru mu je dovoljevalo preučevanje kraljeve zbirke slik, ki so, skupaj z znanjem, ki ga je pridobil na svojem prvem potovanju po Italiji, kjer je spoznal tako antično umetnost, kot umetnost takratnega časa, vplivali na razvoj sloga, kjer je prevladovala jasnost, nastala s hitrimi in tekočimi potezami čopiča. V svoji zrelosti, od leta 1631 naprej, je Velazquéz v tem stilu naslikal velika dela kot npr. Predaja Brede. V zadnjih desetih letih Velázquezovega življenja je slog postal bolj shematičen in površen, z njim pa je dosegel nenavadno prevlado luči. Otvoritev tega obdobja je zaznamovana z delom Portret papeža Inocenca X., naslikanim na drugem Velázquezovem potovanju po Italiji. V tem slogu pa sta naslikani tudi zadnji dve veliki deli: Las meninas ('Spletični') in Las hilanderas (Predice oz. 'Tkalke iz Arahninega mita').
Njegov opus sestavlja 120 morda 125 del. Priznanje Velázqueza kot svetovnega slikarja je prišlo razmeroma pozno, šele leta 1850. Največjo slavo je dosegel med letoma 1880 in 1920, sočasno s francoskimi impresionističnimi slikarji, katerim je bil Velázquez navkljub temnim barvam do neke celo zgled. Predvsem Manet je bil osupel nad njegovim slikanjem in ga je označil kot »slikarja med slikarji« in kot »največjega slikarja, kar jih je kdajkoli obstajalo«.
Velázquezova temeljna dela, ki vključujejo tudi kraljevo zbirko, hrani Muzej Prado v Madridu.

## Mladost in učna doba
Diego Rodríguez de Silva y Velázquez je bil krščen 6. junija 1599, v cerkvi Svetega Petra v Sevilji. Glede datuma rojstva, si Bardi upa trditi, da se je verjetno rodil dan prej, torej 5. junija 1599.
Bil je najstarejši izmed osmih bratov. Njegov oče, João Rodrígues da Silva, je bil Portugalec. Njegovi stari starši po očetovi strani so se naselili v mestu Porto. Diegova mati, Jerónima Velázquez, je bila doma iz Sevilje. Po zelo razširjeni tradiciji v Andaluziji, je Diego prevzel priimek svoje matere, čeprav se je občasno podpisoval tudi kot »Silva Velázquez«, uporabljajoč očetov priimek. Družina se je uvrščala med malo plemstvo mesta. Oče je bil nezaposlen, verjetno je, da so živeli od pobiranja najemnin. 
Sevilja je bilo najbolj bogato in naseljeno mesto v Španiji, prav tako pa je bilo to najbolj raznoliko, kot tudi najbolj odprto mesto v imperiju. Razpolagalo je s trgovskim monopolom z Ameriko in imelo pomembno kolonijo italijanskih in flamskih trgovcev. Prav tako je bilo sedež Cerkve. V Sevilji je živelo več velikih slikarjev.
Velázquezov talent se je pokazal že v njegovih zgodnjih letih. Po navedbah Antonia Palomina, se je s komaj dopolnjenimi desetimi leti začel učiti v delavnici Francisca Herrera el Vieja, prestižnega seviljskega slikarja 17. stoletja, ki naj bi imel nevzdržen karakter, česar mladi učenec ni mogel prenesti. Bivanje v Herrerovi delavnici, ki ni bilo dokumentirano, je moralo biti kratko, saj je v oktobru 1611 João Rodrígues podpisal »vajeniško pismo« svojemu sinu Diegu za Francisca Pacheca, s katerim se je obvezal k šestletnemu izobraževanju, z začetkom decembra 1610.
V Pachecovi delavnici, kjer je slikar povezoval cerkvene ambiente z intelektualnimi, je pridobil svojo prvo tehnično obliko in estetske ideje. Pogodba je vsebovala običajne pogoje služinčadi: mladi vajenec, ki je bil nastanjen v učiteljevi hiši, mu je moral streči, med drugim pa je moral tudi mleti barve, pregrevati mizarski klej, bistriti premaze, napenjati platna in montirati ogrodje. V zameno mu je učitelj moral nuditi hrano, hišo in posteljo, moral je prispevati za obleke in ga oskrbeti s čevlji, ter ga naučiti umetnosti.

## Samostojna umetniška pot
Leta 1618 se je Velázquez poročil s hčerjo Juana Pacheca in začel delati kot samostojni umetnik. V naslednjih treh letih sta se mu rodili dve hčeri, od katerih je preživela le ena, ki se je pozneje poročila s slikarjem Franciscom Bautista del Mazom, mlajša hči, Ignacia de Silva Velázquez y Pacheco, rojena 1621, pa je umrla kot otrok. Njegovo delo je bilo predvsem portretno slikarstvo.
Najzgodnejša Velázquezova dela so bodegoni (kuhinjski prizori z vidnimi tihožitji). Bil je eden prvih španskih umetnikov, ki je slikal takšne prizore, njegova Starka pri peki jajc (Vieja friendo huevos 1618), pa prikazuje nenavadno spretnost mladega umetnika v realističnem upodabljanju. Na realizem in dramatično osvetlitev tega dela so lahko vplivala Caravaggiova dela - ki jih je Velázquez lahko videl iz druge roke, v kopijah - in barvnih skulpturah v seviljskih cerkvah. Dva njegova bodegona, Kuhinjski prizor s Kristusom v Hiši Marte in Marije (1618) in Kuhinjski prizor s Kristusom v Emausu (ok. 1618), imata v ozadju verske prizore, poslikane na način, ki ustvarja dvoumnost glede tega ali je verski prizor slika na steni, prikaz misli kuhinjske dekle v ospredju ali dejanski prizor, ki ga vidimo skozi okno. Marijino brezmadežno spočetje (1618–19) sledi formuli, ki jo je uporabil Pacheco, vendar idealiziran tip obraza in gladko dodelane površine učitelja nadomešča z obrazom lokalnega dekleta in različnimi ščetkanjem. Med njegova druga verska dela spadata Poklon Treh kraljev (1619) in Sveti Janez Evangelist na otoku Patmos (1618–19), ki začneta izražati njegov bolj poudarjen in previden realizem.
Iz tega obdobja sta tudi portret Sor Jerónima de la Fuente (1620) - prvi Velázquezov celopostavni portret  - in žanr Vodonosec iz Sevilje (1618–1622). Slednjega so označili za »vrh Velázquezovih bodegonov« in ga občudujejo zaradi virtuoznega upodabljanja volumnov in tekstur ter zagonetnih gravitacij.
Leta 1622 je odšel v Madrid, najprej v samostansko palačo El Escorial. Verjetno je med potjo obiskal tudi Toledo, kjer je lahko videl dela tedaj že pokojnega El Greca, spoznal pa je lahko še druge slikarje, kot sta Pedro de Orrente (1580-1645) in Juan Sánchez Cotán (1561-1627). Spomladi leta 1623 je postal dvorni slikar in pričela se je njegova sijajna kariera. V kraljevem gradu je dobil prostor za atelje ter plačo dvornega slikarja, k njemu pa se je preselila tudi družina. Naslikal je več portretov: portret slavnega pesnika Luis de Góngora, grofa Olivaresa (prvega ministra), duhovnika Juana de Fonseca. Njegov slog se nekoliko spremeni, zmehča in ni več grobo naturalističen. Leta 1627 je kralj Filip IV. razpisal tekmovanje med svojimi dvornimi slikarji (Rodrigo de Villandrando, Gonzalez, Eugenio Vicente Caxes in Vincenzo Carducci), ki so si bili konkurenti. Velázquez je gladko zmagal, kot nagrado pa bil imenovan za komornika, kar je pomenilo najem brezplačnega stanovanja v palači in brezplačno zdravljenje. Med štirimi dvornimi slikarji je Velázquez tako pridobil edinstveno prednost. Velázquezov sloves izjemnega portretista je rasel zelo hitro, tako da se je dal portretirati tudi angleški kralj Karel I., v času bivanja na španskem dvoru. Na žalost je ta slika izgubljena. V letu 1628 je devet mesecev kot gost španskega kralja v Madridu bival Peter Paul Rubens. Velázquez ga je seznanil s španskim slikarstvom, Rubens pa ga je navdušil za obisk Italije.
Velázquez je leta 1629 prvič odpotoval v Italijo in obiskal Genovo in Benetke ter Firence in Rim. Pot z ladjo je kasneje botrovala znani mojstrovini Predaja Brede. Na poti je kopiral stare mojstre: v Benetkah Tintorettovo Križanje in Zadnja večerja, v Rimu Rafaela in Michelangela. Sam pa je naslikal dve zgodovinski sliki: Apolon v Vulkanovi kovačnici (1630, Prado, Madrid) v katerem se čuti Rubensov vpliv in Jožef krvav plašč prinese Jakobu (1630, El Escorial, Madrid). V Rimu je nekaj časa preživel v Villi Medici, kjer je študiral antične umetnine in naslikal dve sliki v zanimivem skoraj ekspresionističnem slogu. Ob koncu potovanja v Neaplju, leta 1631, sreča svojega rojaka, slikarja Jusepa de Ribero, nakar se je vrnil v Španijo.
Po vrnitvi v Madrid je Velázquez naslikal številne portrete mladega princa in dediča španskega prestola. Nadaljeval je s slikanjem nešteto portretov kraljeve družine in španskega dvora, kar je zmogel le zato, ker je imel veliko slikarsko delavnico in pomočnike. Na vseh portretih ima kralj poseben ovratnik imenovan golilla, kar je postala tedaj moda. Naslikal je konjeniški portret ministra Olivaresa in tudi kralja Filipa II. Po njem je kipar Juan Martínez Montanes leta 1636 izdelal model kipa, ki ga je v bron ulil Pietro Tacca in sedaj stoji na trgu Plaza de Oriente v Madridu.
V letih 1634-1635 je ustvaril serijo slik za veliko slavnostno dvorano (Salón de Reinos) v novi kraljevi palači Buen Retiro v Madridu in v letu 1636 slike v sobah v lovski koči Torre de la Parada v bližini Madrida z lovskimi portreti in portreti palčkov in šaljivcev. Te je praviloma narisal s spoštovanjem in razumevanjem in se iz njih ni norčeval. Kralj ga je imenoval za »asistenta za garderobo«. Leta 1643 je Velázquez napredoval v vodjo kraljevih zasebnih prostorov, isto letu pa je bil imenovan za pomočnika superintendenta za posebne gradbene projekte.
V nekaj naslednjih letih njegovo slikanje doseže vrhunec v slikah: Venera pred ogledalom (1644-1648) in Zgodba o Arahne (Las Hilanderas). Poleg štirideset portretov Filipa II. je slikal portrete drugih članov kraljeve družine: prve žene Filipe, Elisabete Bourbonske in otrok, zlasti njenega najstarejšega sina, Don Baltasar Carlosa, od katerih je lep primer v zasebni zbirki v Buckinghamski palači. Največja izmed verskih slik tega srednjega obdobja je Križanega Mesija (1632). To delo je izjemno izvirno, saj prikazuje Kristusa po smrti. Odrešenikova glava visi na prsih in temni razmršeni lasje mu skrivajo del obraza.
Leta 1649 Velázquez ponovno potuje v Italijo. Velázquez odpluje iz Malage, pristane v Genovi in nadaljuje od Milana do Benetk in za kralja nakupi slike Tiziana, Tintoretta in Veroneseja. V Modeni je bil sprejet pri vojvodi in tukaj naslika njegov portret. V Rimu naslika Portret papeža Inocenca X., ki velja za enega najboljših portretov, saj je njegov izraz na obrazu zelo realističen. Nekateri so se bali, da bo papež užaljen, vendar je delo z odobravanjem sprejel. Leta 1650 je v Rimu Velázquez naslikal tudi Portret Juana de Pareja (svojega pomočnika, ki ga je spremljal na potovanje), ki je zdaj v Metropolitanskem muzeju umetnosti v New Yorku, ZDA. Ta portret je pripomogel, da je bil sprejet na Rimsko Akademijo. Novembra 1650 de Pareja zapusti Velasqueza.
Leta 1651 se je vrnil v Madrid in s seboj prinesel mnogo slik in 300 kosov kipov, ki so bili kasneje urejeni in katalogizirani za kralja. Kipi so bili po merilih španske cerkve neprimerni in so po smrti Filipa ta dela postopoma izginila. Elisabeta Francoska je umrla leta 1644 in kralj se je poročil z Mariano Avstrijsko, ki jo je Velázquez naslikal v številnih pozah. V tem obdobju je naslikal nekatera svoja najpomembneje dela. 
V letu 1656 se je posvetil novi mojstrovini Las meninas - Spletični. Med letoma 1644-1648 naslika La Venus del Espejo (Venera pred ogledalom), ki je edini Velasquezov akt. Eno izmed njegovih zadnjih del je bila Las hilanderas (Predice), naslikana okoli 1657 in predstavlja bodisi notranjost kraljevih delavnic tapiserij ali upodobitev Ovidove Arahne, odvisno od interpretacije. Velázquezov zadnji portret kraljevih otrok in med najboljšimi deli je Infantinja Margarita Tereza v modri obleki, kjer je slikarjev slog dosegel vrhunec: svetleče lise barvnih površin dajejo skoraj impresionistični učinek - gledalec mora stati na primerni razdalji, da bi dobil vtis popolne, tridimenzionalne prostorskosti.
Po številnih preiskavah o podrobnostih svojega rodu (imel je namreč nekaj židovske in mavrske krvi), je bil leta 1659 Velázquez sprejet v viteški red Santiago. Avgusta 1660 je umrl v palači v Madridu.
Leta 1734 je bil v kraljevi palači v Madridu velik požar v katerem je bilo uničenih mnogo Velázquezovih del, mnogo pa jih je ostalo v slabem stanju.
- Starka pri peki jajc (Vieja friendo huevos 1618)
- Filip IV v rjavi in srebrni barvi (1632)
- Bakhovo zmagoslavje (El Triunfo de Baco (Los borrachos)) (1628–1629)
- Portret papeža Inocenca X.
- Portret Juana de Pareja
- Apolon v Vulkanovi kovačnici
- Venera pred ogledalom
- Infantinja Margarita Tereza v modri obleki
- Predice (Las hilanderas)

## Dela
Velazquez je eden izmed največjih slikarjev portretistov vseh časov, ki je izpostavil naturalizem, strogo objektivno posnemanje narave z dobro zamišljenim in individualnim dodatkom. Velazquez slike so se skozi obdobja spreminjale. Iz začetnih močnih impasto, toplih barv z rjavkastim odtenkom, se je postopoma naučil uporabe naravne svetlobe, ki so osvetljevale figure in predmete. Na koncu je uporabljal barve v hladnem, sivem tonu, ki so zaznamovale njegove najbolj zrele stvaritve. V svojih zadnjih delih je motive upodobil kot enovite, in ko jih gledamo od daleč predstavljajo harmonično celoto.
Umetnostni zgodovinarji delijo ustvarjalno delo Velázqueza v tri obdobja, ločena z dvema potovanjema v Italijo (1629-1631 in 1649-1651), ki so bila prelomna. Ta razvrstitev je delno umetna, in se ne ujema vedno s slikarjevim umetniškim razvojem. Kot pri mnogih drugih umetnikih se v življenjskem delu Velazquez zaznajo različni stili. Ker so njegova dela redko podpisana, Kraljevi španski Arhiv poskuša določiti le roke dokončanja večjih del.
Velázquez ni bi ploden; cenijo, da je avtor kakih 110 do 120 znanih platen. Med njimi pa so številne znane in vplivne umetnine.
- Apolon v Vulkanovi kovačnici (Apolo en la Fragua de Vulcano) (1630) – olje na platnu, 223 x 290 cm, Muzej Prado, Madrid
- Kristus v hiši Marije in Marte (1618) – olje na platnu, 63 x 103.5 cm, Narodna galerija, London
- Križanje (1631) – olje na platnu, 248 x 169 cm, Muzej Prado, Madrid
- Demokrit (ok. 1630) – olje na platnu, 101 x 81 cm, Musée des Beaux-Arts de Rouen, Rouen
- Bakhovo zmagoslavje (El Triunfo de Baco (Los borrachos)) (1628–1629) – olje na platnu, 165 x 225 cm, Muzej Prado, Madrid
- Skušnjava sv. Tomaža (1632) – olje na platnu, 244 x 203 cm, Museum of Orihuela Cathedral, Španija
- Portret vojvode Olivaresa na konju (1634) – olje na platnu, 313 x 239 cm, Muzej Prado, Madrid
- Ezop (1639–1640) – olje na platnu, 179 × 94 cm, Muzej Prado, Madrid
- Imposición de la casulla a San Ildefonso (1623) – olje na platnu, 165 × 115 cm, Museo de Bellas Artes, Sevilja
- Starka pri peki jajc (ok. 1618) – olje na platnu, 105 × 119 cm, Narodna škotska galerija, Edinburgh
- Kraljica Elizabeta Burbonska na konju (1629) – olje na platnu, 301 x 314 cm, Muzej Prado, Madrid
- Zgodba o Arahne (Velázquez) (Las Hilanderas) (ok. 1657) – olje na platnu, 167 × 252 cm, Muzej Prado, Madrid
- Las meninas (1656) –  olje na platnu, 318 × 276 cm
- Počivajoči Mars (1640) –  olje na platnu, 179 × 95 cm, Muzej Prado, Madrid
- Menipo (1639–1640) – olje na platnu, 179 × 94 cm, Muzej Prado, Madrid
- Merkur in Argus Panoptess (1659) – Oil on canvas, 127 × 248 cm, Muzej Prado, Madrid
- Portret grofa-vojvode Olivaresa (São Paulo) (1624) – olje na platnu, 202 x 107 cm, Umetnostni muzej São Paulo, São Paulo
- Portret grofa-vojvode Olivaresa (Ermitaž) (1635) –  olje na platnu, 67 × 54.5 cm, Ermitaž, Sankt Petersburg
- Portret papeža Inocenca X. (ok. 1650) –  olje na platnu, 141 x 119 cm, Galerija Doria Pamphilj, Rim
- Portret Juana de Pareja (1650) –  olje na platnu, 81.3 x 69.9 cm, Metropolitanski muzej umetnosti, New York City
- Infantinja Margarita Tereza v rožnati obleki (ok. 1653/1654) –  olje na platnu, 128 x 99,5 cm, Kunsthistorisches Museum, Dunaj[15]
- Infantinja Margarita Tereza v modri obleki (1659) –  olje na platnu, 127 x 107 cm, Kunsthistorisches Museum, Dunaj[16]
- Infant Filip Prosper (1659) –  olje na platnu, 129 x 99 cm, Kunsthistorisches Museum, Vienna[17]
- Portret matere Jerónima de la Fuente (1620) – olje na platnu, 79 x 51 cm, Muzej Prado, Madrid[18][19][20]
- Venera pred ogledalom (La Venus del espejo, c. 1648–1651) – olje na platnu, 122 × 177 cm, Narodna galerija, London
- Predaja Brede (1633–1635) – olje na platnu, 307 × 367 cm, Muzej Prado, Madrid
- Poklon Treh kraljev (1619) – olje na platnu, 203 × 125 cm, Muzej Prado, Madrid
- Dama s pahljačo, (ok. 1638–1639) – Oil on wood, 69 x 51 cm, Wallace Collection, London[18][19][21][22]
- Kosilo (ok. 1617) – olje na platnu, 108 x 102 cm, Ermitaž, Sankt Petersburg
- Vodonosec iz Sevilje (ok. 1620) – olje na platnu, 105 × 80 cm, Apsley House, London
- Sv. Pavel (ok.1618) – olje na platnu, 99 x 78 cm, Museu Nacional d'Art de Catalunya, Barcelona
- Zajtrk (1617-1618?), Muzej Ermitaž, Sankt Petersburg
- Marijino brezmadežno spočetje (1619?), Narodna galerija, London
- Princ Baltazar Karl s pritlikavcem(1631), olje na platnu, 128,1 x 102 cm, Muzej lepih umetnosti, Boston
- Pritlikavec Don Diego de Acedo "El Primo" (1644), Muzej Prado, Madrid
- Juan de Pareja (1650), Metropolitan Museum of Art, New York

### Spletični(Las Meninas)
Eno najpomembnejših del v zgodovini španske umetnosti vse do danes ni razkrilo vseh skrivnosti, ki jih je uspel Velazquez ujeti na platnu. V Sevilji rojeni umetnik je delo, ki ga danes poznamo pod naslovom Las meninas, naslikal leta 1656, več kot tristo let po njenem nastanku pa umetnostni zgodovinarji še vedno ugotavljajo, kaj se skriva za sliko na sliki. 
Delo je dobilo naslov Las meninas (Spletični) relativno pozno, natančneje v sredini 19. stoletja, ko so jo tako poimenovali v katalogu madridskega Prada, kjer delo hranijo še danes. Do takrat so jo namreč kritiki razlagali predvsem kot portret kraljevske družine, šele v 19. stoletju so raziskovalci postali pozorni na poudarjene stranske osebe na sliki, med katerimi sta tudi spletični, ki skrbita za mlado Margareto Habsburško. Ena izmed teh mladi Margareti ponuja kozarec vode, druga pa se ji priklanja.

#### Kdo je kdo?
Na desni strani slike sta nekoliko bolj v ospredju še pritlikavec in pritlikavka, zadaj skrbnica otroka in nepojasnjena moška figura, čisto v ozadju pa še mož, ki je hodil pred kraljevskim parom in mu odpiral vrata. Prisotnost kralja in kraljice je zaznamovana v ogledalu na zadnji steni. Na sliki je mogoče videti še slikarja samega, ki stoji pri velikem platnu s paleto in čopičem v roki.

#### Baročna hipnost
Upodobljen je trenutek, ko kraljevski par vstopi v sobo, in reakcije nekaterih oseb, ki so par že opazile, medtem ko se druge na njihov prihod še ne odzovejo. Par je že opazila pritlikavka in tudi moški v ozadju, tudi ena od spletičen se že priklanja. Otrok je le obrnil oči proti paru, druga spletična pa njune prisotnosti očitno še ni opazila. Tudi Velazquez ju še ni opazil in zasanjano gleda v prazno. Gre torej za upodobitve nekega trenutka, neke hipnosti, ki je bila značilna za baročno umetnost.

#### Kaj slika umetnik
Še danes ni v celoti pojasnjeno, kaj točno je na platnu, s katerim je zaposlen slikar. Ena izmed teorij namiguje, da gre za portret kralja in kraljice, kar pa verjetno ni pravilna opredelitev, saj v Velazquezovem opusu ne poznamo nobenega portreta vladarskega para takšnih dimenzij, kot zaznamujejo naslikano platno. Zaradi istega razloga je malo verjetna tudi teorija, da slika Velazquez Margaretin portret. Po tretji razlagi naj bi bilo platno pred umetnikom še prazno, slikar pa ga bo poslikal s sliko, ki jo že gledamo. Na to, da se samega slikanja še ni lotil, namigujejo tudi barve na paleti, ki še niso zmešane. Slikar je tudi globoko zamišljen, gre torej za trenutek pred umetnikovim končnim navdihom.

#### Poklon velikim umetnikom
Prizor je postavljen v eno izmed galerij v madridskem Alcazarju, v ozadju pa lahko opazimo kopiji del Jordanesovega in Rubensovega dela. Ti detajli predstavljajo nekakšen »hommage« starejšim umetnikom. Velazquez je poleg Rubensa in Jordanesa očitno občudoval tudi Jana van Eycka, poklon kateremu je zajet v ogledalu z odsevom kraljevskega para (kot ogledalo na van Eyckovi sliki Arnolfinijeva poroka)